# Уильямс, Виктор
Виктор Уильямс (англ. Victor Williams, род. 19 сентября 1970) — американский актёр.

## Биография
Учился в школе Мидвуд (Midwood High School). Окончил Нью-Йоркский университет со степенью Бакалавр изящных искусств по направлению выступление. Наиболее известен ролью Дикона Палмера, лучшего друга Дага ХефФернана в ситкоме телеканала CBS «Король Квинса» (1998—2007). Также снялся в ряде других телевизионных сериалах, таких как Убойный отдел, Закон и порядок, Скорая помощь, Girlfriends, Грань и The Jamie Foxx Show.

## Фильмография
| Год       | Фильм                   | Роль                  | Примечания |
| --------- | ----------------------- | --------------------- | ---------- |
| 1996      | The Preacher's Wife     | Robbie                |            |
| 1997      | Полицейские             | Russell               |            |
| 1997      | Закон и порядок         | Policeman             | сериал     |
| 1998—2001 | Скорая помощь           | Carla's husband Roger | сериал     |
| 1998—2007 | Король Квинса           | Deacon Palmer         | сериал     |
| 2000      | The Practice            | Officer               | сериал     |
| 2001      | Me & Mrs. Jones         | Jersey                |            |
| 2003      | Аниматрица              | Dan                   | голос      |
| 2003      | With or Without You     | Kenneth               | фильм      |
| 2005      | Колдунья                | Police Officer        | фильм      |
| 2005      | Traci Townsend          | Darrell               |            |
| 2009      | Flight of the Conchords | Police Officer West   | сериал     |
| 2009      | Грань                   | Phil                  | сериал     |
| 2015—2017 | Подлый Пит              | Richard               | сериал     |